# Kwak (groupe)
Pour les articles homonymes, voir Kwak.
Kwak est un groupe de rock acoustique français, actif dans les années 2000.

## Biographie
Le groupe est formé en 2002. Ils sortent leur premier album, Notes de paille, en 2003, auquel la Fnac de La Défense promeut avec un mini-concert du groupe dans ses locaux. Ils jouent aussi à La Roche-Jagu.
En octobre 2008, ils jouent au Bikini où ils assurent la première partie de Tryo. En 2009, ils reviennent à Toulouse pour présenter leur troisième album, Malice en la demeure, sorti au label l'Autre Distribution, dans un concert qui comprend Manu Galure et Nicolas Bacchus en première partie.
Un nouvel album était prévu en été 2011, mais ne verra jamais le jour. Le groupe cesse ses activités en octobre 2012.

## Membres
- Damien Tartamella - chant, harmonica, scie musicale
- Julien Joubert - guitares, chant, clarinette
- Xavier Hamon - percussions, batterie
- Guillaume Le Nost - basse, flûte, chœurs

## Discographie
- 2003 : Notes de paille (Productions Spéciales)
- 2006 : Nage dans le sable (Bonsaï Music, EMI)
- 2008 : Malice en la demeure (L'Autre Distribution)